# Wa’erma (sockenhuvudort i Kina, Sichuan Sheng, lat 32,92, long 101,72)
Wa'erma (kinesiska: 哇尔玛, Wa’erma, 哇尔玛乡) är en sockenhuvudort i Kina. Den ligger i provinsen Sichuan, i den sydvästra delen av landet, omkring 340 kilometer nordväst om provinshuvudstaden Chengdu. Antalet invånare är 3 917. Befolkningen består av 1 908 kvinnor och 2 009 män. Barn under 15 år utgör 25,0 %, vuxna 15-64 år 64 %, och äldre över 65 år 9,0 %.
Runt Wa'erma är det mycket glesbefolkat, med 6 invånare per kvadratkilometer. Wa'erma är det största samhället i trakten. Trakten runt Wa'erma består i huvudsak av gräsmarker.
Genomsnittlig årsnederbörd är 967 millimeter. Den regnigaste månaden är juli, med i genomsnitt 213 mm nederbörd, och den torraste är december, med 4 mm nederbörd.